# Nike Air Max

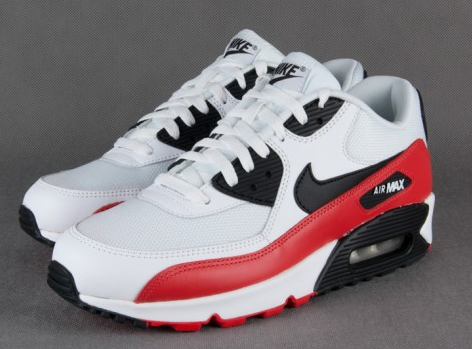
Air Max 90

Nike Air Max sind eine Reihe von Sportschuhen der Firma Nike.

## Entstehung

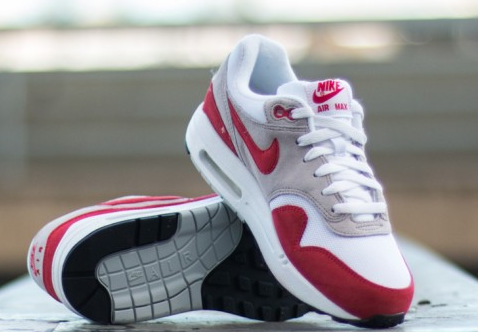
Air Max 1, die ersten Air Max aus dem Jahr 1987

Den Grundstein für die Nike-Air-Technologie hat der Luft- und Raumfahrt-Ingenieur Marion Franklin Rudy gesetzt. Nach einem Karrierewechsel in den 1960er Jahren begann Rudy kreative Lösungen für andere Branchen zu entwickeln. Die Idee Luftpolster in Schuhe einzusetzen ließ Rudy nicht los. Nachdem er ohne Erfolg 23 Schuhherstellern seine Idee präsentierte, stieß er bei dem Nike-Mitgründer Phil Knight schließlich auf ein offenes Ohr. Knight war nach einem Testlauf schnell überzeugt und beschloss die Idee aufzugreifen. Die Nike-Air-Serie war schließlich geboren.
Der Air Max 1 wurde am 26. März 1987 erstmals veröffentlicht. Erstmals entworfen wurde der Schuh von Tinker Hatfield, der 1985 im Bereich des Designs aktiv war und parallel auch die Nike Jordans mit ähnlichen Merkmalen entwarf. Die Inspiration, das Innere der Sohle sichtbar zu machen, bekam der Schuh-Designer durch das Pariser Kunstmuseum Georges Pompidou mit den zahlreichen Fenstern, die das Innere des Gebäudes sichtbar machen. Während Hatfield das Gebäude betrachtete, kam ihm die Idee, dieses Prinzip auf die Sneaker-Technologie und die Sohle zu erweitern.
In den 1990er Jahren kamen noch einige gravierende Veränderungen auf den Nike Air Max zu. Nach vielen weiteren Air Max-Modellen präsentierte der Designer Christian Tresser 1997 den Air Max 97. Der Schuh war das erste Modell, bei dem sich das Luftkissen über die gesamte Fußlänge erstreckte. Das stilprägende Design des Schuhs erinnert, laut dem Hersteller selbst, an einen Hochgeschwindigkeitszug.
Als Nachfolger des Air Stab, der erstmals mit einem Air Pad versehen war, erlangten die ersten Air Max vor allem in der Hip-Hop-Szene schnell Kultstatus. In der Gabber-Szene gewannen die Schuhe einen noch viel größeren Status. An dieser Beliebtheit hat sich bis heute nichts geändert. Air Max haben des Weiteren seit langem schon nicht nur im Sport Verwendung gefunden, sondern entwickelten sich auch zu einem modischen Trendschuh im oberen Preissegment. Die verschiedenen Verwendungen machten sich vor allem durch die unterschiedlichen Entwicklungen bemerkbar. Es kamen ein Air Max speziell zum Laufen und einer zum einfachen Tragen in der Öffentlichkeit auf den Markt. Im November 2014 präsentierte Nike den Air Max 2015 mit dynamischen Mesh und einer vollwertigen Max-Federung.